# Octavio Zapata
Octavio Zapata (19 de noviembre de 1997, Bogotá, Colombia) es un futbolista colombiano, que juega como defensa y su equipo actual es Carlos Stein de la Liga 2 de Perú.

## Trayectoria

### Monagas Sport Club
Para el Torneo Apertura de 2016 continuó jugando con el Monagas SC hasta la culminación del Torneo.

### ACD Lara
En junio del 2016, llega como refuerzo al ACD Lara, firmando por año y medio.
En el 2023 luego de una pésima campaña quedó último lugar de la tabla con Carlos Stein, sin embargo, no descendió de categoría debido a que el equipo relegado fue Alfonso Ugarte por más de 2 walk over acumuladas. Jugó un total de 14 partidos.

## Clubes
| Club                    | País      | Año         |
| ----------------------- | --------- | ----------- |
| Monagas SC              | Venezuela | 2015 - 2016 |
| ACD Lara                | Venezuela | 2016 - 2017 |
| Academia Puerto Cabello | Venezuela | 2018        |
| Deportivo Anzoátegui    | Venezuela | 2018        |
| Aragua Fútbol Club      | Venezuela | 2019 - 2021 |
| Unión Comercio          | Perú      | 2022        |
| Carlos Stein            | Perú      | 2023 -      |